# NGC 5132
NGC 5132 (również PGC 46868 lub UGC 8428) – galaktyka spiralna z poprzeczką (SB0-a), znajdująca się w gwiazdozbiorze Panny. Odkrył ją Heinrich Louis d’Arrest 8 kwietnia 1866 roku.